# Mittweidaer Metallwarenfabrik
Die Mittweidaer Metallwarenfabrik Rudolf Wächtler & Lange KG, Mittweida i. Sa. war bis zum Ende des Zweiten Weltkrieges einer der führenden Hersteller von Medaillen, Orden und Ehrenzeichen in Deutschland. Daher ist das nicht mehr existierende Unternehmen bei Sammlern von Ehrenzeichen, Verdienstorden und ähnlichem international bekannt.

Mittweidaer Metallwarenfabrik

## Geschichte
Am 5. Januar 1895 gründete der Ingenieur Ernst Rudolf Wächtler (1869–1955) eine Gravierwerkstatt am Mittweidaer Pfarrberg. Großen Aufschwung erfuhr die Firma, nachdem sich der „geniale Erfinder“ Ernst Rudolf Wächtler mit dem Mittweidaer Kaufmann Bruno Walter Lange (1866–1926) zusammentat. Sie änderten am 17. April 1902 die Rechtsform und den Namen in „Mittweidaer Metallwarenfabrik Rudolf Wächtler & Lange KG, Mittweida i. Sa.“.
Fortan wurde das Unternehmen als Familienbetrieb der beiden Familien Wächtler und Lange weitergeführt. Der Betrieb musste infolge des raschen Wachstums und des Einsatzes immer neuer, modernster Maschinen mehrfach umziehen und sich ständig erweitern. Das Firmengelände erstreckte sich bald über 7 ha an der Leipziger Straße in Mittweida.
Produkte der Metallverarbeitung unterschiedlicher Art, vor allem Auszeichnungen wie Orden und Ehrenzeichen, Abzeichen (z. B. Medaillen und Ehrenkreuze), Bürobedarf, Luxuswaren, Bäder- und Ansichtsartikel, Festzeichen sowie Heiligenartikel wurden in alle Welt ausgeführt und dadurch bekannt. Gute Geschäfte im Ausland, Einnahmen von Devisen sicherten den Bestand des Unternehmens im Ersten Weltkrieg, in der Rezession, der Inflation und danach.

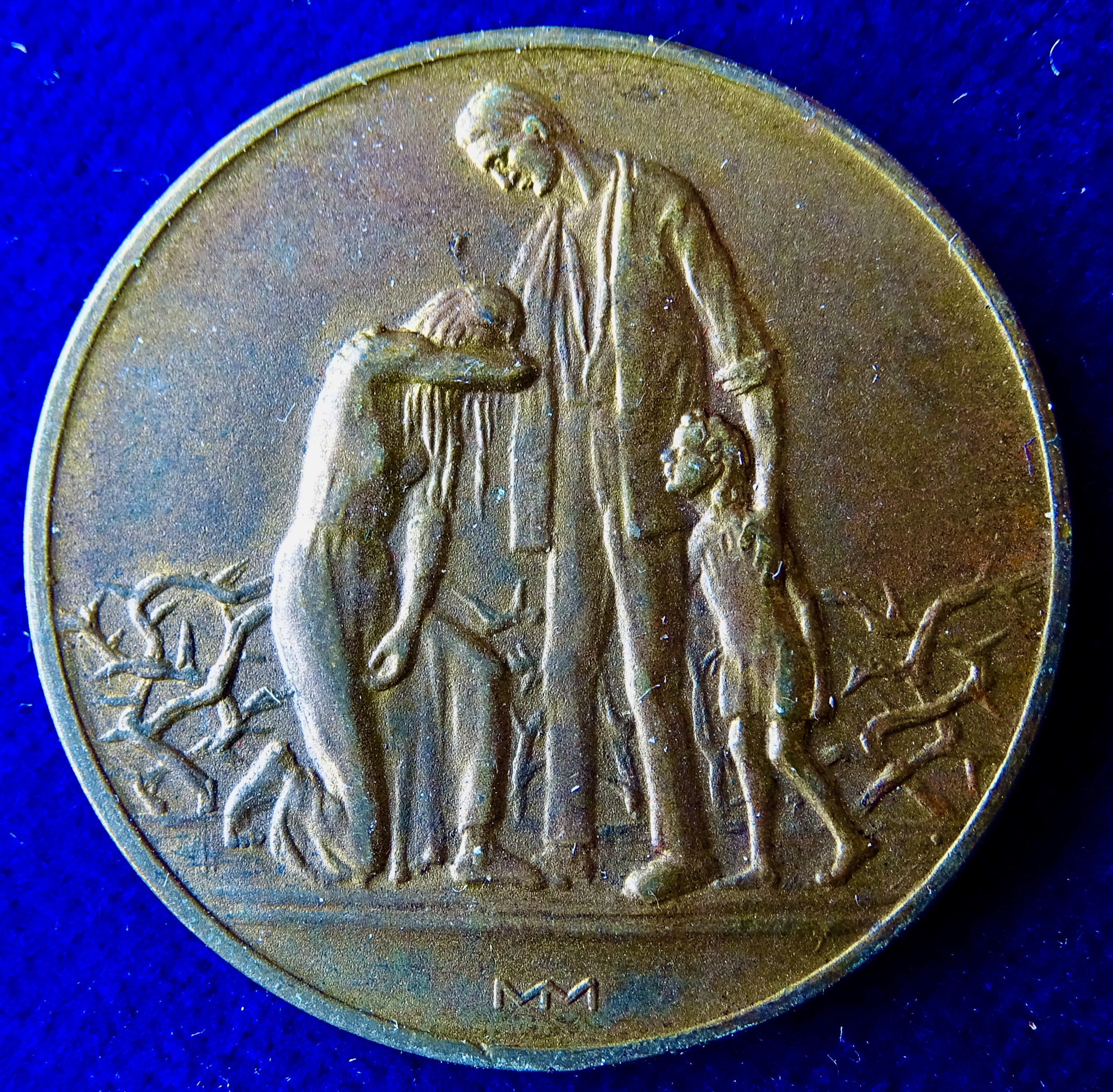
1923 Medaille zum Ende der Inflation. Die Vorderseite zeigt ein verzweifeltes Paar mit Kind. Darunter die Mongramm-Signatur MM

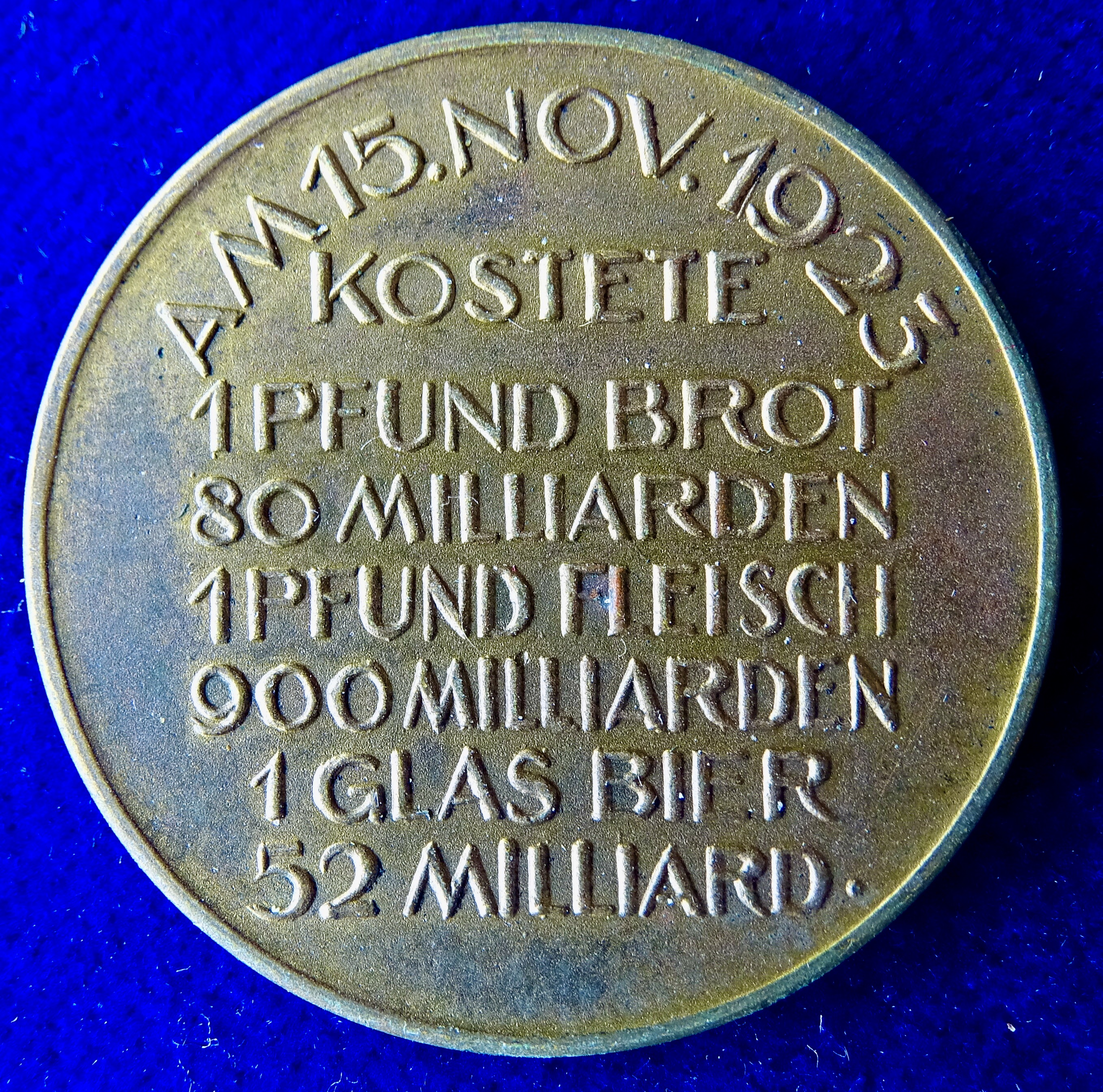
Medaille zum Ende der Inflation. Die Rückseite zeigt Preise vom 15. November 1923.

Zum Ende der 1920er Jahre waren im Werk in Spitzenzeiten bis zu 420 Festangestellte sowie zusätzlich ca. 160 Leiharbeiter beschäftigt. Weiterhin gab es noch eine Reihe von Vertretungen im In- und Ausland. Verheirateten Angestellten wurde bei 10-jähriger Betriebszugehörigkeit ein Schrebergarten überlassen.
Die Mittweidaer Metallwarenfabrik wurde während der NS-Zeit aufgrund der Solidität der Erzeugnisse zum führenden Hersteller von Orden und anderen Ehrenzeichen in Deutschland.
Das Unternehmen verwendete auf seinen Produkten folgende Herstellerkürzel:
- MM – allg.
- W. & L., M. – allg.
- L / 55 – Hersteller LDO (Leistungsgemeinschaft Deutscher Ordenshersteller)
- M1/35 auf von der Reichszeugmeisterei georderten Herrschaftszeichen
- M5/94 auf von der Reichszeugmeisterei geordertem Uniformzubehör
- 100 auf von der Präsidialkanzlei georderten Abzeichen

In der Firma wurden weder Häftlinge noch Zwangsarbeiter oder Kriegsgefangene eingesetzt.
Trotz der kritischen Tage nach dem Ende des Krieges wurde die Produktion aufrechterhalten. Zunächst wurden vor allem Koppelschlösser als Reparationsleistung für die Sowjetunion sowie lebensnotwendige Artikel, wie Sparöfen, Hufnägel, Küchenwaagen usw. in der Folgezeit produziert.
Aufgrund der Ordenproduktion wurde die Firma nach dem Zweiten Weltkrieg als kriegsgewinnender Betrieb eingestuft und entschädigungslos enteignet. Der damalige Geschäftsführer Emil Walter Lange verbrachte seine letzten Jahre unfreiwillig in Sibirien.
Die Fabrik kam ab 9. Februar 1946 in Treuhandverwaltung und ging am 30. Juni 1946 in Volkseigentum über. Danach wurde die Produktion komplett neuausgerichtet. Im „VEB Mittweidaer Metallwarenfabrik“ wurden fortan vor allem Kugel- und Wälzlager produziert.
1957 wurde der Betrieb in „VEB Wälzlagerkäfigwerk Mittweida“ umbenannt.
Mit der deutschen Wiedervereinigung kam für die meisten der damals 600 Beschäftigten – des inzwischen als Wälzlagerkäfigwerk bekannten Betriebes – das „Aus“.
Am 1. Juni 1990 wurde das Unternehmen in eine GmbH umgewandelt. Das Werk wurde im November durch die FAG Kugelfischer übernommen und in DKFL – Deutsche Kugellagerfabriken umbenannt.
Am 1. September 1993 erfolgte die Privatisierung und Umbenennung in MPT Präzisionsteile GmbH Mittweida.